# Berging (scheepvaart)
Berging is het geheel van activiteiten om een vaartuig dat niet meer onder controle staat van de bemanning, te assisteren ten einde waarde van het vaartuig en eventuele lading voor de eigenaren zeker te stellen, de veiligheid van de scheepvaart te garanderen en/of schade aan het milieu te voorkomen, beperken of herstellen. Bij een berging komen de eigenaar, dan wel lokale autoriteiten, met een bergingsmaatschappij overeen dat die de verantwoordelijkheid voor het vaartuig op zich neemt totdat het aan de eigenaren kan worden overgedragen, of de restanten afgevoerd zijn.
Bergingsoperaties kunnen zeer uiteenlopend zijn, zowel in urgentie als in complexiteit.
Bergers zijn zeelui die bergingswerkzaamheden uitvoeren op schepen die niet in eigendom zijn van henzelf of de maatschappij waar ze voor varen. Afhankelijk van de grootte van het te bergen schip en de complexiteit van de situatie, maken ze gebruik van sleepboten, bergingsvaartuigen, kranen, bokken en duikers om het schip te lichten. Het doel kan zijn om het schip te repareren of de lading te redden. Andere redenen kunnen zijn dat het schip een belemmering vormt voor de overige scheepvaart of een gevaar is voor het milieu.

## Wetgeving
Als een schip is geborgen zonder voorafgaande overeenkomst tussen de eigenaar en de berger, dan kan de berger in bepaalde omstandigheden een vergoeding of bergingsloon eisen. Hoewel dit de eigenaar lijkt te benadelen, is het doel hiervan potentiële bergers aan te moedigen hun schepen te riskeren en hun tijd te investeren en zo zichzelf en de eigenaar van het schip te bevoordelen.
Er ontstaan echter geregeld geschillen over het bergingsloon. Om claims te voorkomen, blijven kapiteins vaak aan boord en proberen alles om verdere schade te voorkomen en ondernemen geen actie die zou laten blijken dat het schip assistentie zoekt. Voordat een schip vastmaakt, wordt vaak geprobeerd om de beloning van tevoren te regelen.
Onder bepaalde omstandigheden kan de kapitein kiezen om een open bergingscontract te tekenen. Dit is een contract dat de hoogte van het bergingsloon open laat om op een later tijdstip bepaald te worden. Het bekendste open contract is het Lloyd's Open Form, ontwikkeld door Lloyd's of London, dat uitgaat van no cure, no pay; als de berging niet slaagt, wordt er niet betaald.
Het Brussels Bergingsverdrag, ondertekend te Brussel op 23 september 1910 geeft de traditionele wetgeving weer van de berging. Het Internationaal Verdrag inzake hulpverlening van de Internationale Maritieme Organisatie (IMO) verenigt de essentiële bepalingen van het Brussels Bergingsverdrag met enige nieuwe bepalingen. Dit verdrag werd van kracht op 14 juli 1996 met bijna twintig partijen. Het vervangt het Brussels Bergingsverdrag voor landen die beiden ondertekend hebben waar de bepalingen van de twee verdragen onverenigbaar zijn.

## Geschiedenis
Berging is al zo oud als de scheepvaart. Zo is bekend van de Romeinen dat deze in de eerste eeuw voor Christus al bergingen verrichtten in de Middellandse Zee.

### Nederland
De Nederlandse bergers hebben een grote naam opgebouwd in meer dan een eeuw berging, waarbij de grote namen Wijsmuller, tegenwoordig SvitzerWijsmuller, en Smit Salvage zijn. In IJmuiden en Hoek van Holland liggen al sinds de 20e eeuw sleepboten gestationeerd, om onmiddellijk uit te varen wanneer een schip assistentie nodig heeft. Verder lagen de Nederlandse zeesleepboten regelmatig op station bij Land's End, de Azoren, Ferrol, Bermuda, Curaçao, Singapore en Hongkong. Een andere onafhankelijke berger is Multraship Salvage BV gevestigd in Terneuzen.
Befaamde bergingen zijn onder andere die van de Koersk en die van de Herald of Free Enterprise.